# Lithophane pallida
Lithophane pallida là một loài bướm đêm trong họ Noctuidae.